# Jules Simon
Jules François Simon (Lorient, 27 dicembre 1814 – Parigi, 8 giugno 1896) è stato un politico francese. È stato il primo ministro della Francia dal 12 dicembre 1876 al 17 maggio 1877.

## Biografia
Entra all'École normale supérieure nel 1833 e diventa professore di filosofia a Caen (1836) e poi a Versailles (1837). Come dottore in filosofia sostituisce Victor Cousin alla sua cattedra alla Sorbona, dove tiene un corso sui filosofi greci.
Nel 1848 viene eletto deputato per la prima volta, venendo poi rieletto sempre in circoscrizioni diverse fra loro per altre tre volte (1863, 1869 e 1871). Nel 1870 è per cinque mesi Ministro della Pubblica Istruzione.
Fu membro della Massoneria, venendo stato iniziato il 3 luglio 1870 nella loggia Le  Réveil maçonnique di Boulogne-sur-Seine, appartenente al Grande Oriente di Francia.
Considerato fra i migliori intellettuali della propria epoca, nel 1875 diventa membro dell'Académie française e nello stesso anno è anche nominato senatore a vita. 
Il 12 dicembre 1876 diventa Primo Ministro di Francia, carica che mantiene fino al 17 maggio 1877, nel proprio governo è anche Ministro dell'Interno a interim.
De 1889 diventa il primo presidente dell’Association Valentin Haüy. Muore l'8 giugno 1896 all'età di 81 anni.